# Sammanfattning av sönderfallet
Sammanfattning av sönderfallet (originalets titel: Précis de décomposition) är en samling essäer av E.M. Cioran, vars första upplaga kom ut 1949 på förlaget Éditions Gallimard. En svensk översättning utförd av Niclas Lundkvist, med ett efterord av Sven André, gavs ut av h:ström - Text & Kultur 2013.